# Подолянин
«Подоля́нин» — газета. Під такою назвою видавалася в Кам'янці-Подільському в 1910—1917 роках як орган Подільського союзу російських націоналістів, вдруге — у 1941—1944 роках (під час німецької окупації міста) як орган окружного комісаріату. Від грудня 1992 року в місті видається приватна газета «Подолянин».

## «Подолянин» (1910—1917)
4(17) вересня 1910 року подільський губернатор видав свідоцтво раді Подільського союзу російських націоналістів на видання в Кам'янці-Подільську щоденної газети «Подолянин» під редакцією дворянина Бориса Володимировича Плеського. Перший номер побачив світ 14(27) вересня. Як додаток до газети видавався журнал «Земский вестник» (укр. «Земський вісник»).
Редакторами газети були:
- від № 1 — Борис Володимирович Плеський;
- від № 142 — Микола Ілліч Васильєв;
- від № 153 — Олександр Леонідович Логофет;
- від № 198 — Микола Ілліч Васильєв (удруге);
- від № 529 — Сергій Степанович Кононенко;
- від № 662 — Микола Ілліч Васильєв (утретє);
- від № 689 — Олександр Павлович Ліпранді;
- від № 944 — Лариса Киприянівна Наталюк.

## «Подолянин» (1941—1944)
7 вересня 1941 року в Кам'янці-Подільському побачило світ перше число української газети «Подолянин» — органу окружного комісаріату. В умовах німецької окупації часопис (видавався упродовж 1941—1944 років) намагався стояти на захисті української нації, сповідував необхідність зберегти найкращі народні традиції, інформував читачів про злочини сталінського режиму, постійно друкував матеріали з історії Поділля.

## «Подолянин» (від 1992)
26 грудня 1992 року в Кам'янці-Подільському побачило світ перше число першої в місті приватної газети «Подолянин», заснованої групою журналістів (Віталій Бабляк, Олег Будзей, Олександр Доложевський, Віктор Єрменчук, Михайло Коцюбанський, Ігор Романенко, Юлія Яворська), які до того працювали в газеті «Кам'янець-Подільський вісник». Спочатку газета виходила двічі на тиждень, нині це тижневик (виходить щоп'ятнці). Головний редактор — Віталій Бабляк (від 2001 року також єдиний засновник газети). У газеті працював від грудня 1992 року до грудня 1994 року заступником головного редактора, літературним редактором, а від жовтня 2001 року до січня 2012 року — редактором відділу пропаганди історії та культури Кам'янеччини краєзнавець Олег Будзей.
2008 року газету «Подолянин» відзначено «Знаком бездоганності» в рамках програми «Національна конкурентноспроможність» .
24 листопада 1993 року добіркою віршів у газеті дебютував як поет Андрій Бондар.
Дореволюційний «Подолянин» Союзу російських націоналістів, «Подолянин» часів німецької окупації та сучасний «Подолянин» Віталія Бабляка — це три різні газети.
24 травня 2011 року на 60-му році життя помер засновник і головний редактор газети Віталій Бабляк. Відтоді тимчасово виконує обов'язки головного редактора його дружина Алла Вікторівна Бабляк.
25 листопада 2011 року вісім журналістів, що працювали в «Подолянині», зареєстрували нову газету «Кам'янецький часопис КлюЧ». 26 грудня 2011 року всі вони (Сергій Сокальський, Тетяна Дєвіна, Світлана Федоришина, Тетяна Шуханова, Наталія Яцемірська, Наталія Марковська, Наталія Галагодза та Олег Будзей), за взаємною згодою сторін, припинили роботу в редакції «Подолянина». Перше число газети «Кам'янецький часопис КлюЧ» побачило світ 3 лютого 2012 року. Щоправда, через чвари серед засновників нового видання, які розділилися на два непримеренні табори, Олег Будзей уже 12 березня 2012 року повернувся до звичної роботи в «Подолянині» над історичною тематикою. А тим часом основний тягар організаційної роботи в «Подолянині» ліг на плечі головнного редактора Алли Бабляк, його заступника Ольги Міркотан і Наталії Ярової. Колектив поповнився молодими журналістами. Серед них Ганна Смирнова, Тетяна Дика, Галина Михальська, Віталій Горбуленко.
26 грудня 2012 року «Подолянин» відсвяткував 20-річчя. До цього дня було випущено книгу «Ми пишемо історію».